# Plectosphaera amphidyma
Plectosphaera amphidyma är en svampart som först beskrevs av Syd. & P. Syd., och fick sitt nu gällande namn av Arx & E. Müll. 1954. Plectosphaera amphidyma ingår i släktet Plectosphaera och familjen Phyllachoraceae.   Inga underarter finns listade i Catalogue of Life.